# Tunja
Tunja ('tuŋxa) est l'une des villes les plus peuplées du centre de la Colombie. C'est le chef-lieu du département de Boyacá. Elle se situe sur l'Altiplano cundiboyacense de la Cordillère Orientale des Andes. C'est la ville la plus haute du pays (2 820 m). Ses habitants s'appellent les Tunjanos. La ville est divisée en huit arrondissements.
Tunja est considérée comme l'un des centres historiques et culturels les plus importants du pays grâce à son ensemble architectonique de l'époque du Royaume de Nouvelle-Grenade et aux importants lieux sacrés de la communauté amérindienne Chibcha et de la période républicaine. Son centre historique est inscrit au patrimoine de la nation depuis 1959.
D'après le recensement du DANE, au premier janvier 2012, Tunja compte 177 974 habitants, mais son agglomération inclut quinze municipalités de la Province du Centre. La ville se trouve au cœur d’une riche région agricole. C'est l'un des principaux foyers pour l'enseignement et les arts en Colombie. Aujourd'hui la ville accueille de nombreuses institutions d'enseignement supérieur. Tunja est considérée comme la principale ville universitaire de Colombie.

## Étymologie
Le nom de la ville provient du nom muisca Hunza. Le nom actuel apparaît après la fondation espagnole.

## Histoire
Les premiers habitants sont arrivés du nord des Andes vers 12 000 av. J.-C. Le Homo du Tequendama date de 6 375 av. J.-C. Sur la place actuelle de la ville, des restes humains ont été trouvés ainsi que des outils en pierre datant de 150 av. J.-C.
Avant la conquête espagnole, le territoire est occupé par Hunza, une ville du peuple Muisca, une des civilisations précolombiennes qui habitaient l'actuel territoire de la Colombie. Les Chibchas sont arrivés depuis l'Amérique centrale à travers la forêt du Darién au Panamá vers la Cordillère des Andes.

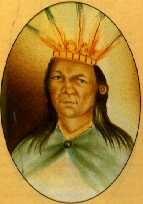
Cacique Quemuenchatocha, le dernier Grand Zaque

Le conquistador Gonzalo Jiménez de Quesada est parti de Santa Marta en avril 1536, pour une expédition vers le sud du continent afin de chercher les trésors de l'Eldorado. Lors de son trajet de plusieurs mois, il trouve de nombreux caciquats indigènes, et des richesses telles que des émeraudes et de l'or à Somondoco et dans les Llanos.
La ville de Hunza est détruit par les conquistadors espagnols en 1539. La conquête est acquise lorsque le cacique Quemuenchatocha est fait prisonnier par Jiménez de Quesada. Le capitaine espagnol Gonzalo Suárez Rendón (es) fonde la ville le 6 août 1539. En 1541, l'Empereur Charles Quint confère à la ville le titre de Noble e Hidalga Ciudad. C'est à cette époque que les communautés catholiques établissent leur paroisses. À partir de 1550, Tunja est devenue un pôle culturel à la tête de la région économique la plus importante de la Nouvelle-Grenade. La ville était le centre du commerce des aristocrates, des conquistadors espagnols et des travailleurs autochtones. La ville comptait plusieurs couvents et des écoles ; c'était le lieu où vivaient écrivains, poètes, humanistes, peintres et architectes.
Au XVIIe siècle, la population comprenait 4 713 habitants dont des Espagnols, des Amérindiens, des esclaves Noirs, les premiers possédant la plupart des propriétés. 
Pendant l’émancipation des colonies en 1810, la ville devint le chef-lieu de la Province de Tunja, une des Provinces-Unies de Nouvelle-Grenade, et de la République de Tunja en 1811 après la déclaration d'indépendance de l'Espagne. À la suite de la reprise du contrôle de la part de la couronne espagnole, la ville fut capitale fédérale des Provinces de la Nouvelle-Grenade face au centralisme de la province de Cundinamarca. En 1819, il se déroula à proximité la Bataille de Boyacá et, dès la réorganisation de la nouvelle République de la Colombie, la ville est déclarée chef-lieu du département de Boyacá.
Actuellement, Tunja est un des importants centres commerciaux du pays. La ville connait une forte croissance liée à l'installation de plusieurs entreprises nationales. Elle est un lieu de pèlerinage à cause d'une forte tradition catholique. En tant que patrimoine de la nation, le tourisme historique, religieux et culturel s'accroît. Des évènements tels que le Festival international de la culture (es), le Zoom Festival (festival du cinéma alternatif) et l'Aguinaldo Boyacense (es) sont renommés.

## Géographie

### Topographie

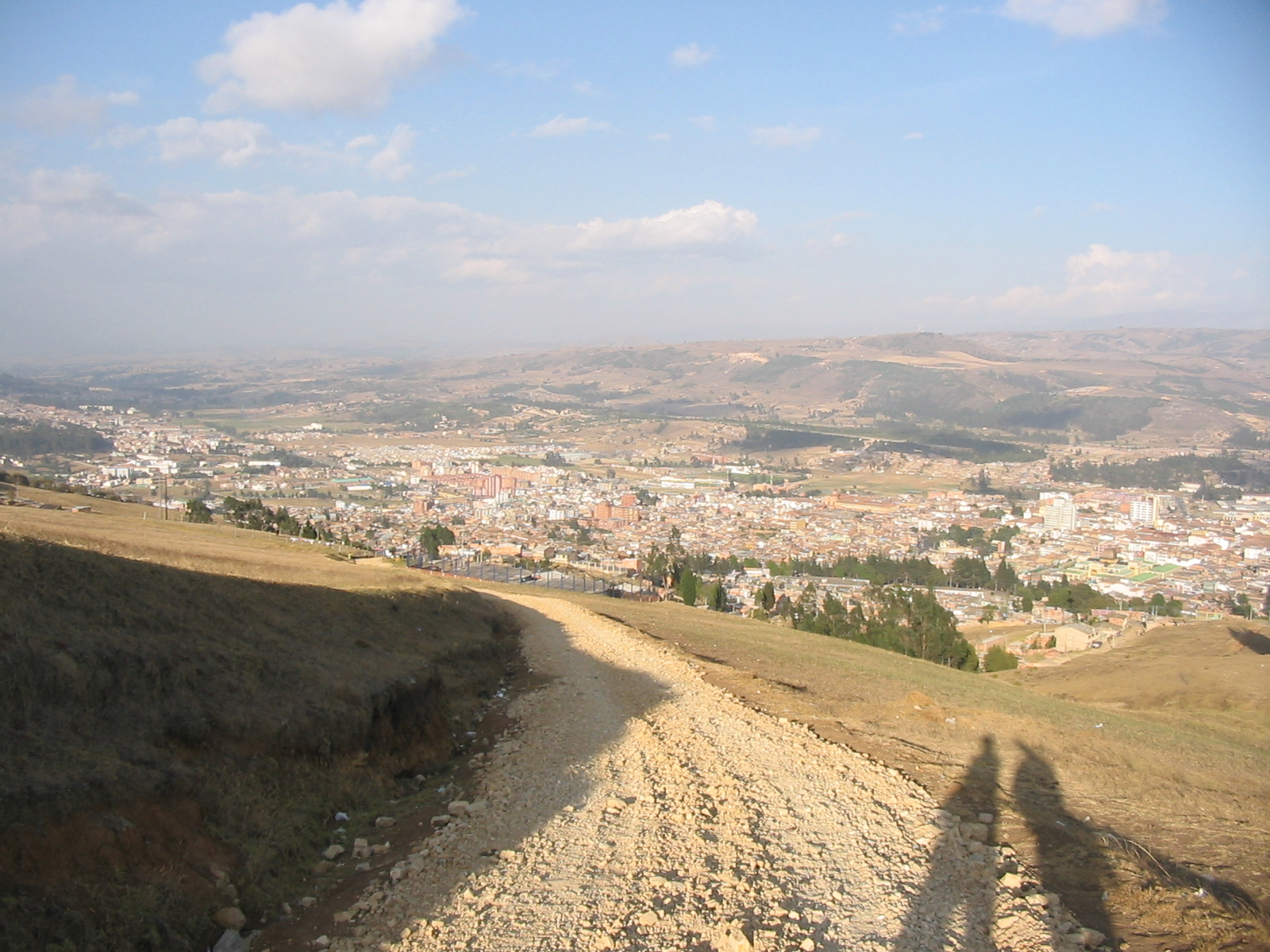
Cerro San Lázaro

Tunja se trouve sur la chaîne orientale des Andes colombiennes. 
Située à une altitude moyenne de 2 800 m, elle est la quinzième ville la plus haute du monde. Deux chaînes de collines la dominent :
- le Cerro San Lázaro (es), d'une altitude de 2 950 m, à l'ouest de Tunja, vers les quartiers du 4e arrondissement, surnommé « la montagne des pendus », abrite l'église de San Lázaro ainsi que plusieurs couvents. Le cerro San Lázaro accueille le parc archéologique de los Cojines del Zaque[3] ;
- la Pirgua, d'une altitude de 2 900 m, chaîne de collines occupant l'est de la vallée et se prolongeant du sud au nord, accueille deux importantes réserves naturelles : le Jardin botanique et la zone des ravines (en espagnol : carcavas), dans le 7e arrondissement.

Le centre-ville se trouve au sommet d'une petite colline, et le nord de la ville sur un plateau traversé du sud au nord par un cours d'eau appelé río Jordán (es) qui est un affluent du río Chicamocha. La commune s'étend sur 118 km2 dont 15 % se trouve dans la zone urbaine. L'altitude peut atteindre 3 200 m dans les zones rurales.

## Climat
Le climat est tropical froid de haute montagne, la température moyenne annuelle est d'environ 13 °C, et les précipitations ne sont pas fréquentes sauf évènements climatiques produits par les effets du courant de Humboldt. La température est presque constante toute l'année pouvant descendre jusqu'à 6 °C à minuit et monter jusqu'à 21 °C à midi. Il n'y a pas de chutes de neige mais, peu fréquemment, des orages avec de la grêle.

## Démographie
Selon les données récoltées par le DANE lors du recensement de 2005, Tunja compte une population de 152 419 habitants.

## Organisation de la ville
Tunja est administrée par un maire et un conseil municipal dont les membres sont élus au suffrage universel (suffrage direct) pour quatre ans dans chaque arrondissement. Les arrondissements sont dirigés par la Junta Administradora Local (Conseil local). La ville est divisée principalement en six zones postales : trois zones urbaines, subdivisées en arrondissements et quartiers, créées à partir de 2011, et trois zones rurales connues sous le nom de veredas.

### Arrondissements
Les trois zones urbaines ont un code postal. Elles sont divisées en 167 quartiers regroupés en huit arrondissements . Les zones périphériques appartiennent aux municipalités voisines de Oicatá, Motavita et Cómbita. Voici les arrondissements et les quartiers les plus connus :
- 150001

5e arrondissement : Centre historique : Las Nieves-Centro, Maldonado, Santa Bárbara, San Ignacio ;
7e arrondissement : est : El Dorado-San Luis, Curubal, Patriotas, San Antonio, Xativilla ;
8e arrondissement : sud-est : Cooservicios, Nazaret Florida San Francisco, Ciudad Jardín, San Carlos.
- 150002

4e arrondissement : ouest : La Fuente-Calleja-Trigales, El Carmen, El Topo, El Milagro ;
5e arrondissement : Centre historique : Gaitán, Obrero, 20 de Julio, Belacázar ;
6e arrondissement : sud-ouest : Las Américas, Paraíso, Centenario, Libertador, Bolívar, Triunfo.
- 150003

1er arrondissement : nord : Villa Luz, Santa Ana, Muiscas, Suamox, Asis Boyacense ;
2e arrondissement : nord-ouest : La María, Uptc, Rosales, Santa Rita, La Granja, San Ricardo ;
3e arrondissement : nord-est : Santa Inés, Mesopotamia, La Glorieta, La Esmeralda, Las Quintas.

### Veredas

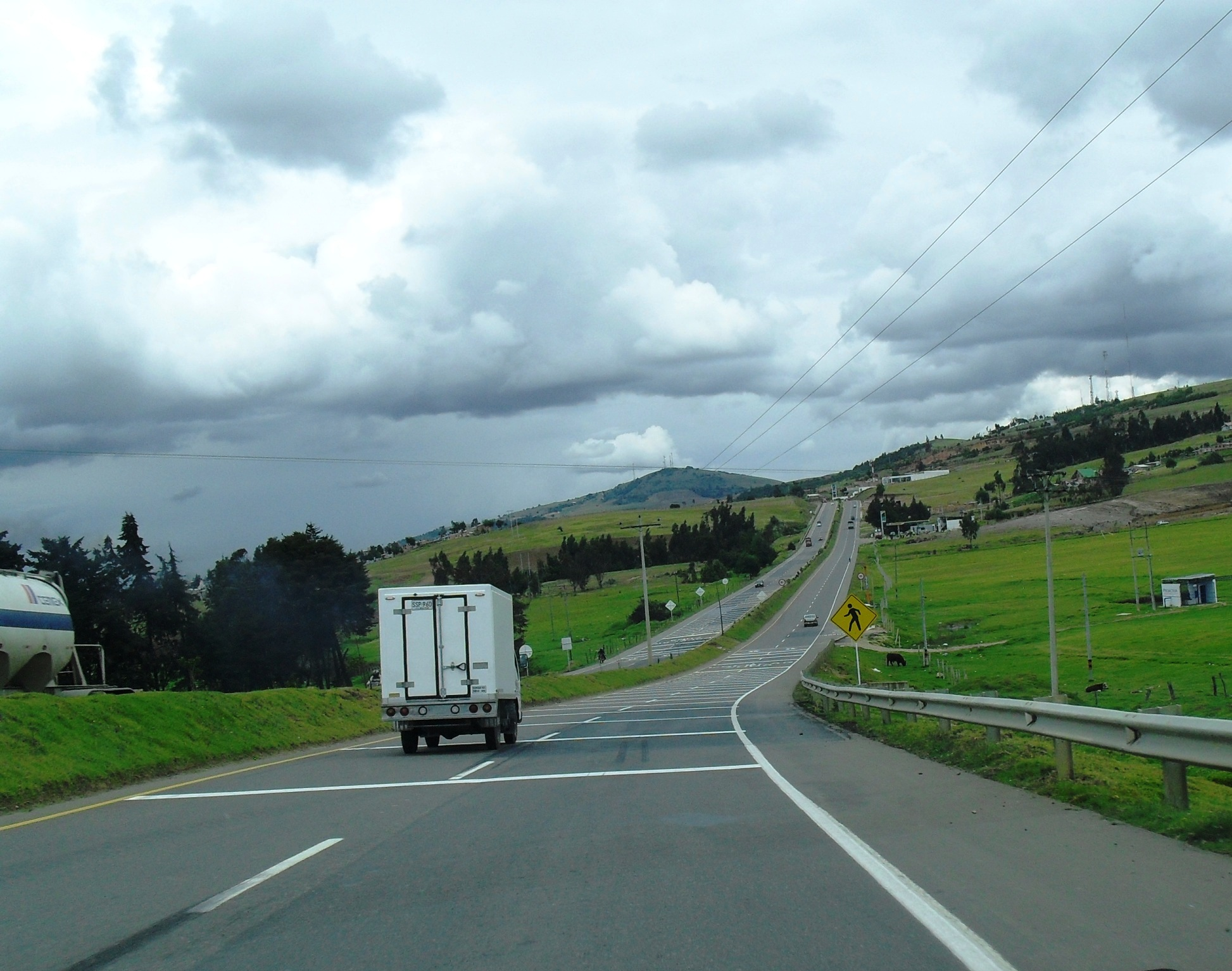
Pirgua

Depuis 2001, La zone rurale de la municipalité est subdivisée en onze veredas avec des codes postaux (2010).
- 150003 La Colorada (actuellement une zone d'expansion urbaine, incluse dans la zone urbaine 3) ;
- 150007 Pirgua (es) ;
- 150008 El Porvenir, La Esperanza, Tras del Alto ;
- 150009 Barón Gallero, Barón Germania, Chorroblanco, La Hoya, La Lajita et Runta.

### Conditions de vie et sécurité
Tunja se trouve dans une des zones sûres du pays. En 2010, la ville a connu sept homicides.
En matière de sécurité, Tunja a le taux d'homicides le plus bas du pays. En 2015, elle est considérée comme étant l'une des villes les plus sûres de la Colombie.

### Liste des maires
- 2008 - 2011 : Arturo Montejo Niño
- 2012 - 2015 : Fernando Flórez
- 2016 - 2019 : Pablo Emilio Cepeda Novoa
- 2020 - 2023 : Luis Alejandro Fúneme González[11]

## Sites touristiques
Les adresses suivantes sont fournies par 472, le réseau postal national et Google maps. La nomenclature est : (C:Calle), (K:Carrera) qui est le nom donné aux rues en sens est-ouest dans les villes en Colombie, (S : Sud), (E : Est), (A : Autoroute).
Zone sud
| Nom en français         | Nom en espagnol       | Adresse                |
| ----------------------- | --------------------- | ---------------------- |
| Pont de Boyacá          | Puente de Boyacá      | Rural Area (La Lajita) |
| Monument aux céramiques | Los Tiestos           | K14-C16                |
| Les Champignons         | Los Hongos            | A Oriental             |
| Église de St-Martin     | Iglesia de San Martín | Quartier Libertador    |
| Arène de Tunja          | Plaza de Toros        | K8-C13S                |

Zone est
| Nom en français         | Nom en espagnol                  | Adresse                                 |
| ----------------------- | -------------------------------- | --------------------------------------- |
| Jardin botanique        | Jardín Botánico                  | BTS Highway (Autopista Circunvalar BTS) |
| Église de St-Antoine    | Iglesia de San Antonio           | Quartier San Antonio                    |
| Viaduc de la Préfecture | Viaducto Paseo de La Gobernación | BTS-A.Olímpica                          |
| Viaduc JNN              | Viaducto Jose Nepomuceno Niño    | C24-Universitaria                       |

Centre-ville
| Nom en français                                      | Nom en espagnol                                   | Adresse                  |
| ---------------------------------------------------- | ------------------------------------------------- | ------------------------ |
| Église et Place de Las Nieves                        | Iglesia y Plazoleta de las Nieves                 | K10-C22                  |
| Église de St-Ignatius                                | Iglesia de San Ignacio                            | K10-C18                  |
| Église de Ste-Barbara                                | Iglesia de Santa Bárbara                          | K11-C17                  |
| Église de St-Domingue                                | Iglesia de Santo Domingo                          | K11-C19                  |
| Église de St-Laureano                                | Iglesia de San Laureano                           | K9-C15                   |
| Église de St-Lazare                                  | Loma e Iglesia de San Lázaro                      | Quartier San Lázaro      |
| Couvent de Ste-Claire-la-Royale                      | Convento de Santa Clara la Real                   | K11-C21                  |
| Église de St-François                                | Iglesia de San Francisco                          | K10-21A                  |
| Cathédrale Basilique de St-Jacques l'Apôtre          | Catedral Basílica Metropolitana Santiago de Tunja | Place de Bolívar         |
| Église de Notre-Dame des Miracles du Topo            | Iglesia de Nuestra Señora del Milagro (El Topo)   | K15-C19                  |
| Cloître de St-Augustin                               | Claustro de San Agustín                           | K9-C23                   |
| Coussins du Zaque                                    | Cojines del Zaque                                 | K4-C12                   |
| Bois de la République                                | Bosque de la República                            | K11-C14                  |
| Obélisque de la Liberté                              | Obelisco de la Libertad                           | K10-C14                  |
| Musée Maison du Fondateur                            | Casa Museo del Fundador                           | Place de Bolívar         |
| Musée Maison de Juan de Castellanos                  | Casa Museo Juan de Castellanos                    | Place de Bolívar         |
| Musée Maison de Don Juan de Vargas                   | Casa Museo Don Juan de Vargas                     | K9-C20                   |
| Place de Bolivar                                     | Plaza de Bolívar                                  | K9-C19                   |
| Palace de la Tour (Préfecture de Boyacá)             | Palacio de la Torre                               | Place de Bolivar K10-C20 |
| Maison culturelle du président Gustavo Rojas Pinilla | Casa Cultural Rojas Pinilla                       | K11-C16                  |
| Le mur des martyrs                                   | Paredón de los Mártires                           | K9-C14                   |
| Fontaine du Mono                                     | La Pila del Mono                                  | K9-C20                   |
| Place Royale                                         | Plaza Real                                        | K14-C20                  |
| Bâtiment de l'Université St-Thomas                   | Edificio Universidad Santo Tomás                  | K12-C19                  |
| Parc Santander                                       | Parque Santander                                  | A Colón                  |
| Parc Pinzon                                          | Parque Pinzón                                     | K8-C23                   |
| Parc Maldonado                                       | Parque Maldonado                                  | C10-C30                  |
| Parc La Esperanza                                    | Parque La Esperanza                               |                          |
| Parc Hoyo del Trigo                                  | Parque Hoyo del Trigo                             | C22-K12                  |

Zone nord
| Nom en français                              | Nom en espagnol                        | Adresse       |
| -------------------------------------------- | -------------------------------------- | ------------- |
| Église de Ste-Agnès                          | Iglesia de Santa Inés                  | C42-A Norte   |
| Lac d'Hunzahua                               | Pozo de Hunzahúa                       | A Norte, UPTC |
| Monument aux Amérindiens                     | Monumento a la raza indígena           | La Glorieta   |
| Domaine Central Uptc et la Réserve naturelle | Campus de la Uptc y su reserva natural | A Norte, UPTC |
| Musée d'histoire naturelle                   | Museo de Historia Natural              | A Norte, UPTC |
| Musée d'Anthropologie                        | Museo de Antropología                  | A Norte, UPTC |
| Stade de l'Indépendance                      | Estadio de La Independencia            | A Olímpica    |
| Cité olympique                               | Villa Olímpica                         | A Olímpica    |

### Tunja en images

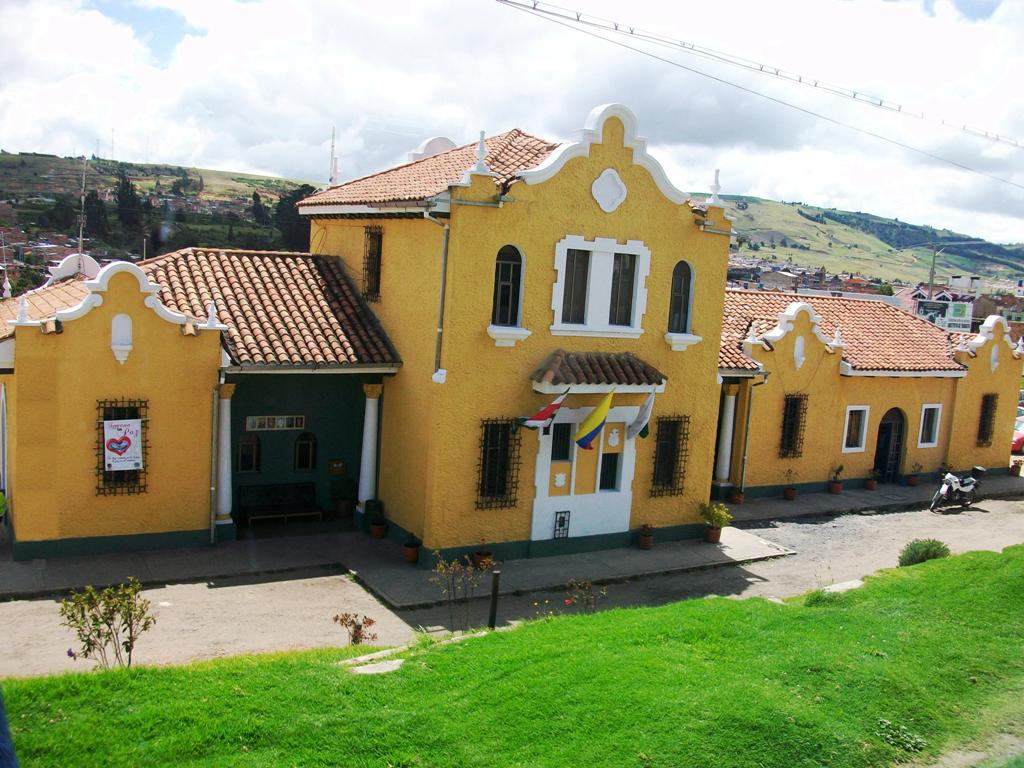
Gare Sud du Train, 5e
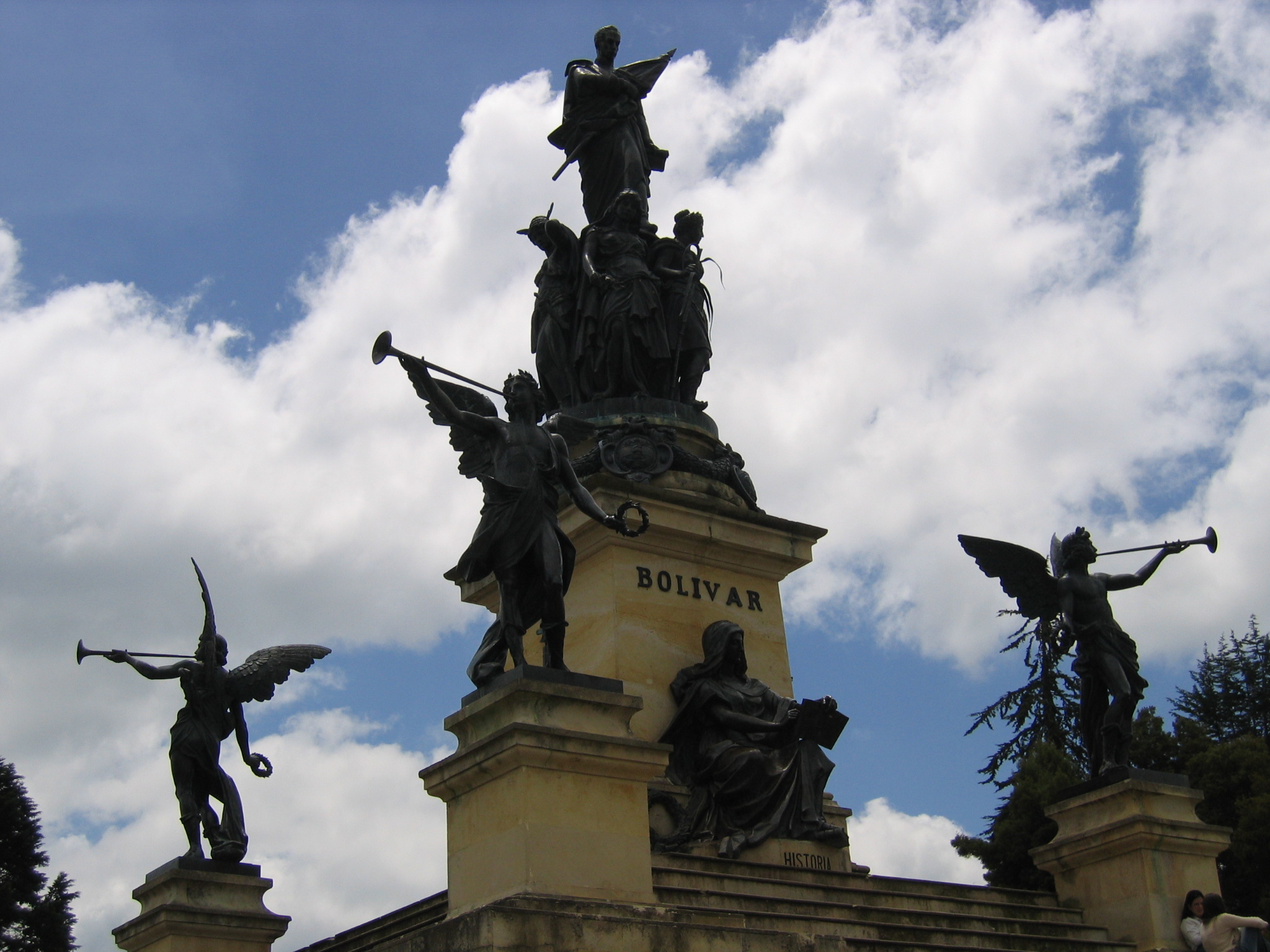
Monument de Van Müller, Pont de Boyacá
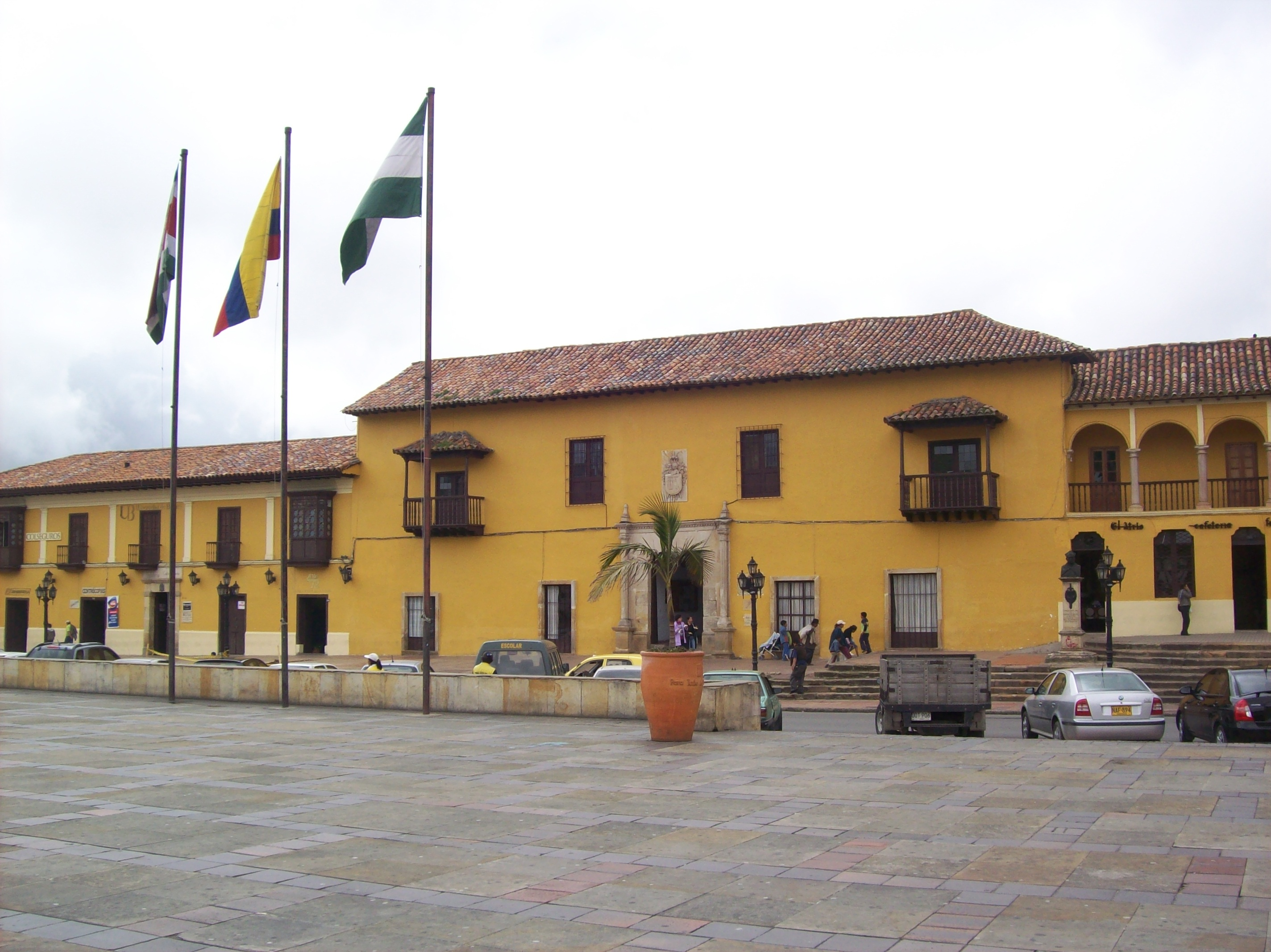
Maison du Fondateur (1540), 5e
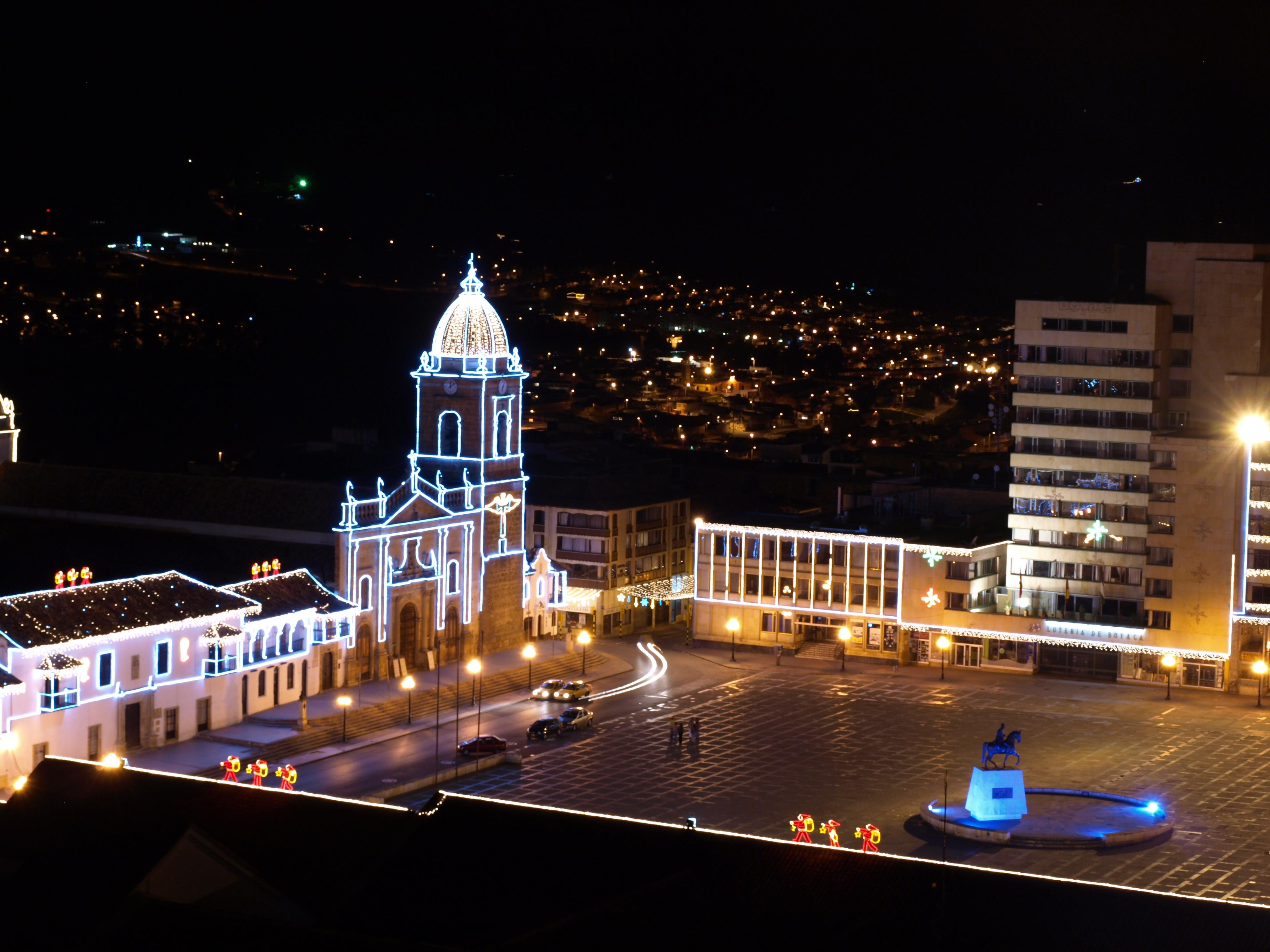
Place de Bolívar et 8e arrondissement
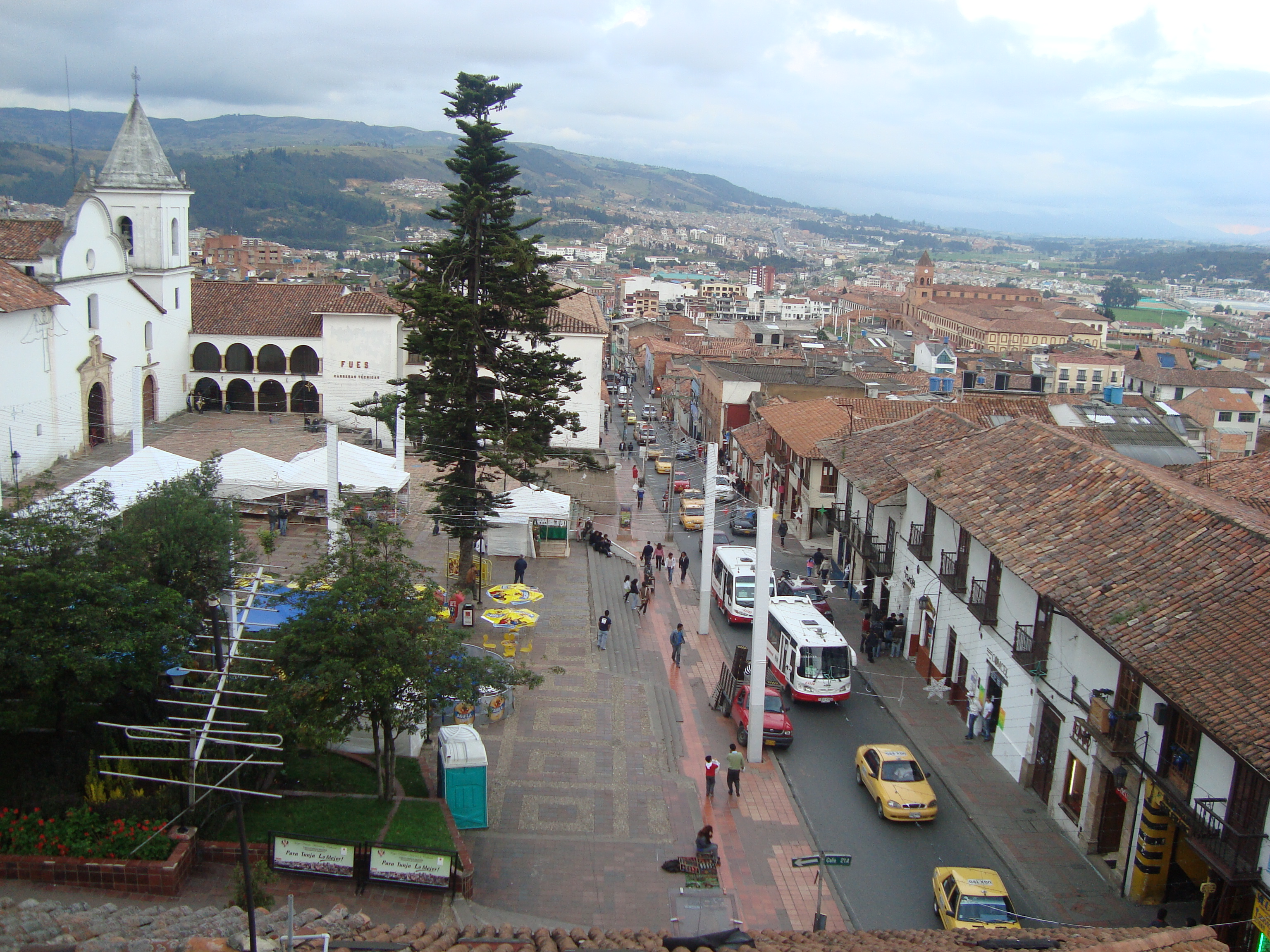
Quartier Las Nieves, 5e
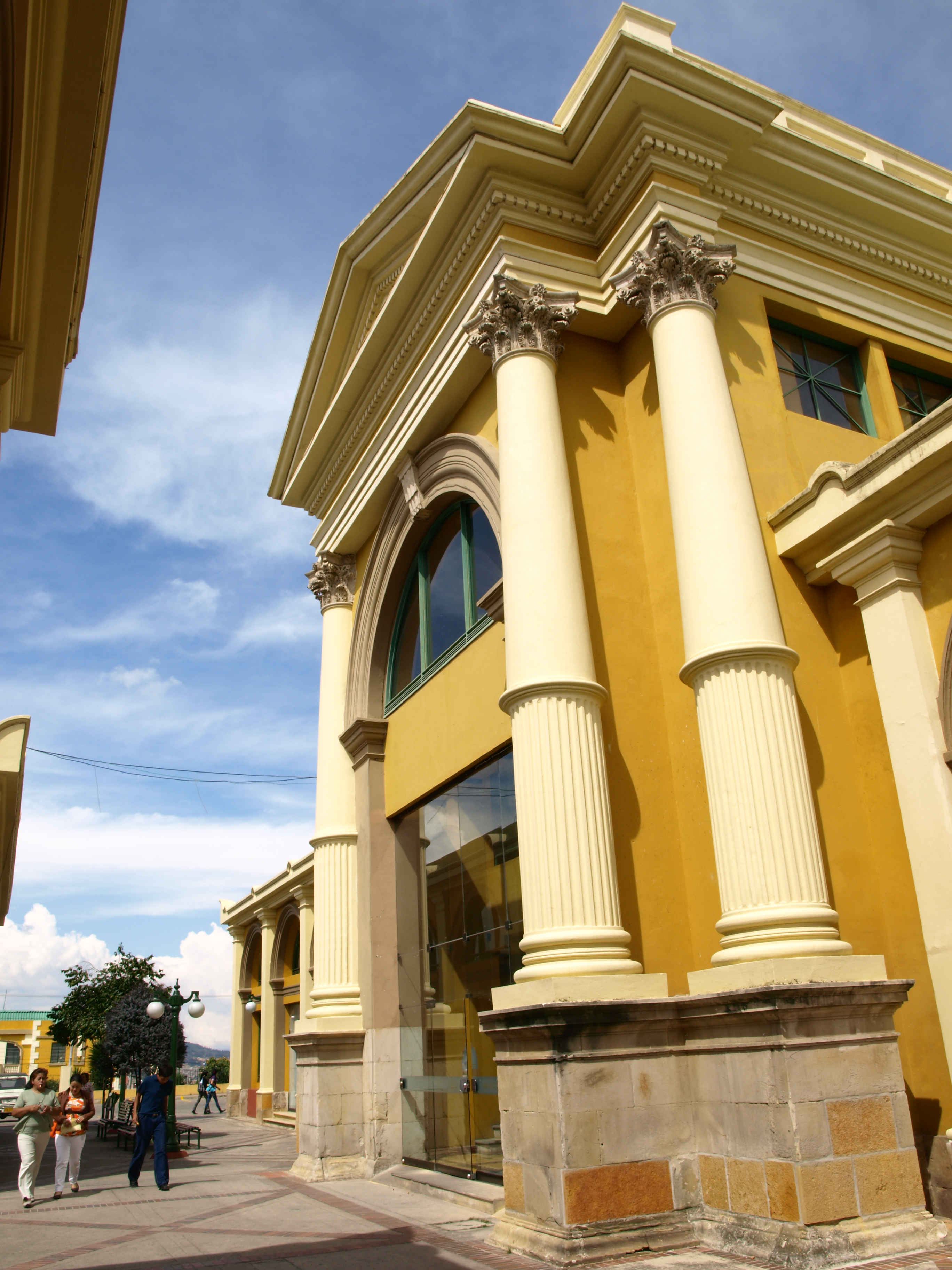
Palace Réal (Plaza Real)
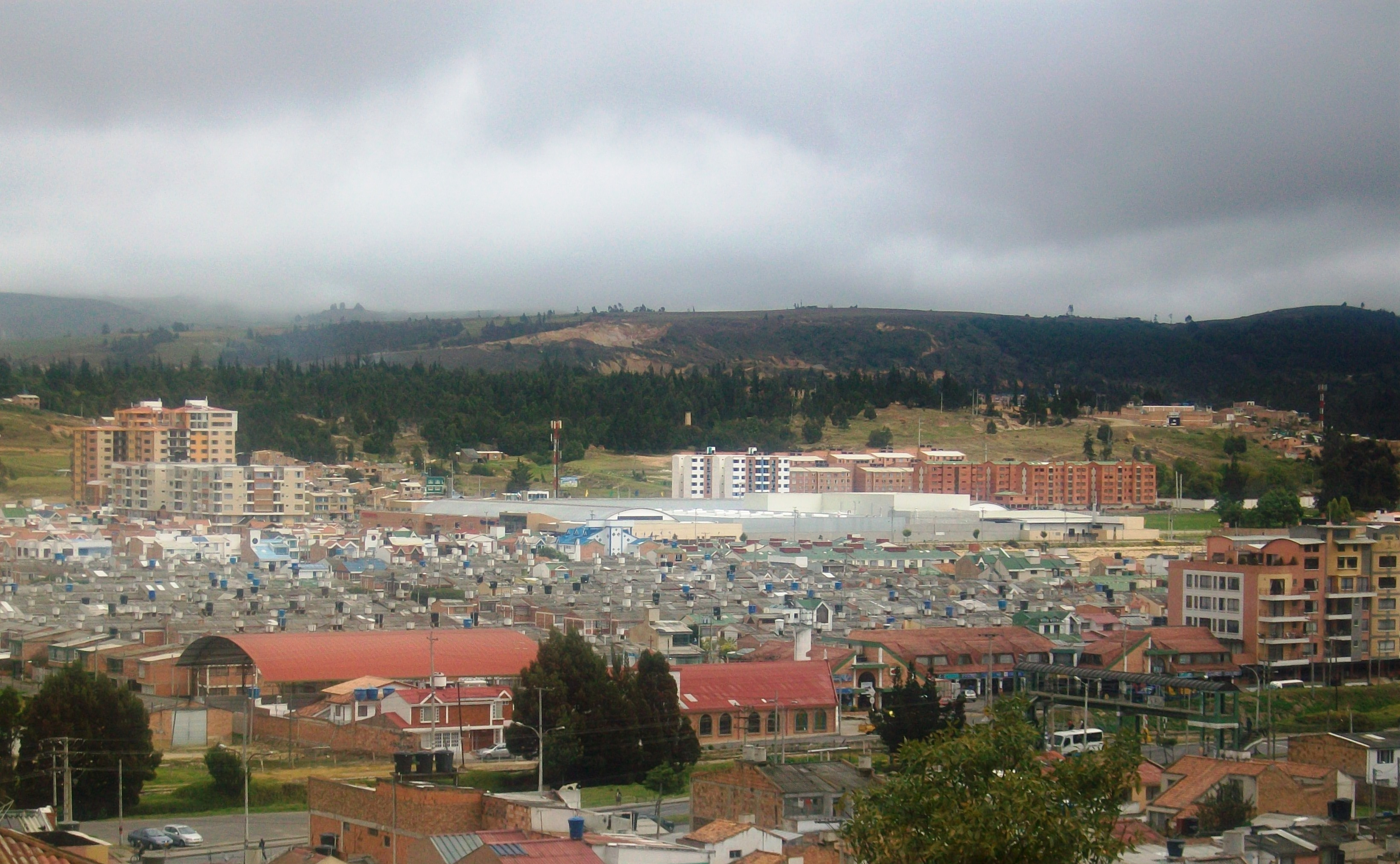
Zone commerciale du nord-est, 3e
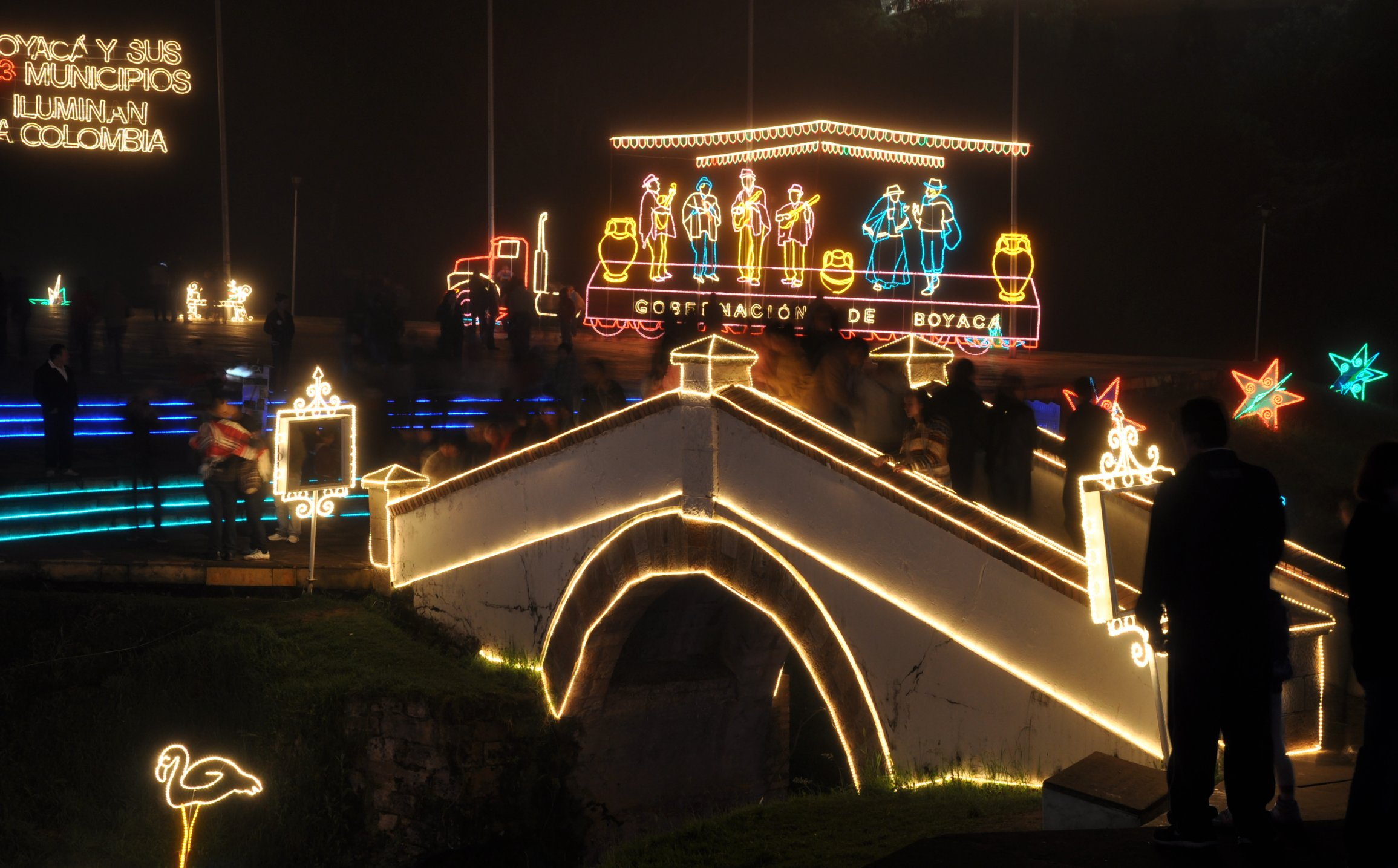
Pont de Boyacá, La Lajita

## Universités
La ville est un centre éducatif important qui compte plusieurs centres d'enseignement supérieur et cinq universités dont une publique :
- l'Université pédagogique et technologique de Colombie (1953) ;
- l'Université Saint-Thomas d'Aquin (es) ;
- l'Université de Boyacá ;
- l'Université Antonio Nariño ;
- l'Université Juan de Castellanos.

## Sport
Le Boyacá Chicó Fútbol Club est en première division du football colombien ainsi que la Corporación Deportiva Patriotas Fútbol Club (ou Patriotas Boyacá), ce dernier ayant étant promu en première division lors de l'année 2011. Les matches se déroulent à l'Estadio de la Independencia.
L'Équipe cycliste Boyacá es Para Vivirla est une équipe continentale participant de l'UCI America Tour, aujourd'hui sous le nom de Boyacá Orgullo de América.

## Symboles

### Héraldique
Le blason de Tunja est de forme XVIe siècle. Il est accompagné de plusieurs ornements extérieurs.
| Blason de Tunja | Blason  | Écartelé, au premier quartier et au quatrième, d'argent, un lion de gueules couronné d'or, au deuxième quartier et au troisième, de gueules, une tour donjonnée d'argent et de sable. Enté en pointe, d'argent, une fleur d'or et de sinople. En ornements extérieurs, une aigle bicéphale de sable, d'or et de gueules, éployée et languée. Une couronne de gueules, d'or, d'argent et de sinople est au-dessus de l'aigle. L'écu est accolé d'un collier d'or, d'argent, de sable, de gueules et d'azur. Du collier pend un bélier symbolisant la Toison d'or ("Toisón de Oro"). |
| Blason de Tunja | Détails | Le 5 mars 1941, l'Empereur Charles Quint conféra à la ville le titre de « Noble et Hidalga Ciudad ». |

### Drapeau
Le drapeau de Tunja fut créé en 1939 pour la célébration du quatrième centenaire de la fondation de la ville.
Il comprend trois bandes horizontales, dont les couleurs sont : vert, blanc, vert.

### Hymne
L'auteur de l'hymne de Tunja est Alfredo Gómez Jaime.

## Personnalités liées à la municipalité
Personnalités nées à Tunja :
- Luisa Melgarejo de Soto, aussi connue comme Luisa Ponce de León (1578-1651) : mystique chrétienne
- Francisca Josefa de la Concepción (1671-1742) : religieuse et mystique
- Enrique Santos Montejo (1886-1971) : journaliste et homme politique.
- Gustavo Rojas Pinilla (1900-1975) : dictateur.
- Enrique Santos Castillo (1917-2001) : journaliste.
- Plinio Apuleyo Mendoza (1932-) : écrivain.
- Iván Casas (1980-) : coureur cycliste.
- Alexis Camacho (1990-) : coureur cycliste.
- Nairo Quintana (1990-) : coureur cycliste.

## Relations internationales

### Jumelage
La ville de Tunja est jumelée avec les villes suivantes :
- Pamplona, Colombie[16](2012)
- Tapachula, Mexique[17](2011)
- Popayán, Colombie (2012)
- Potenza, Italie[18] (2009)

### Relations privilégiées
- Séville (Espagne)
- Dublin (Irlande)
- Bucarest (Roumanie)
- Irun (Espagne)
- Bogota (Colombie)
- Catane (Italie)
- Cadix (Espagne)
- Valledupar (Colombie)
- Malaga (Espagne)
- Guayaquil (Équateur)
- Jaén (Espagne)
- Juliaca (Pérou)
- Sucre (Bolivie)
- Cúcuta (Colombie)
- Corrientes (Argentine)
- São Paulo (Brésil)
- Vitoria-Gasteiz (Espagne)